# نجمة داوود الحمراء

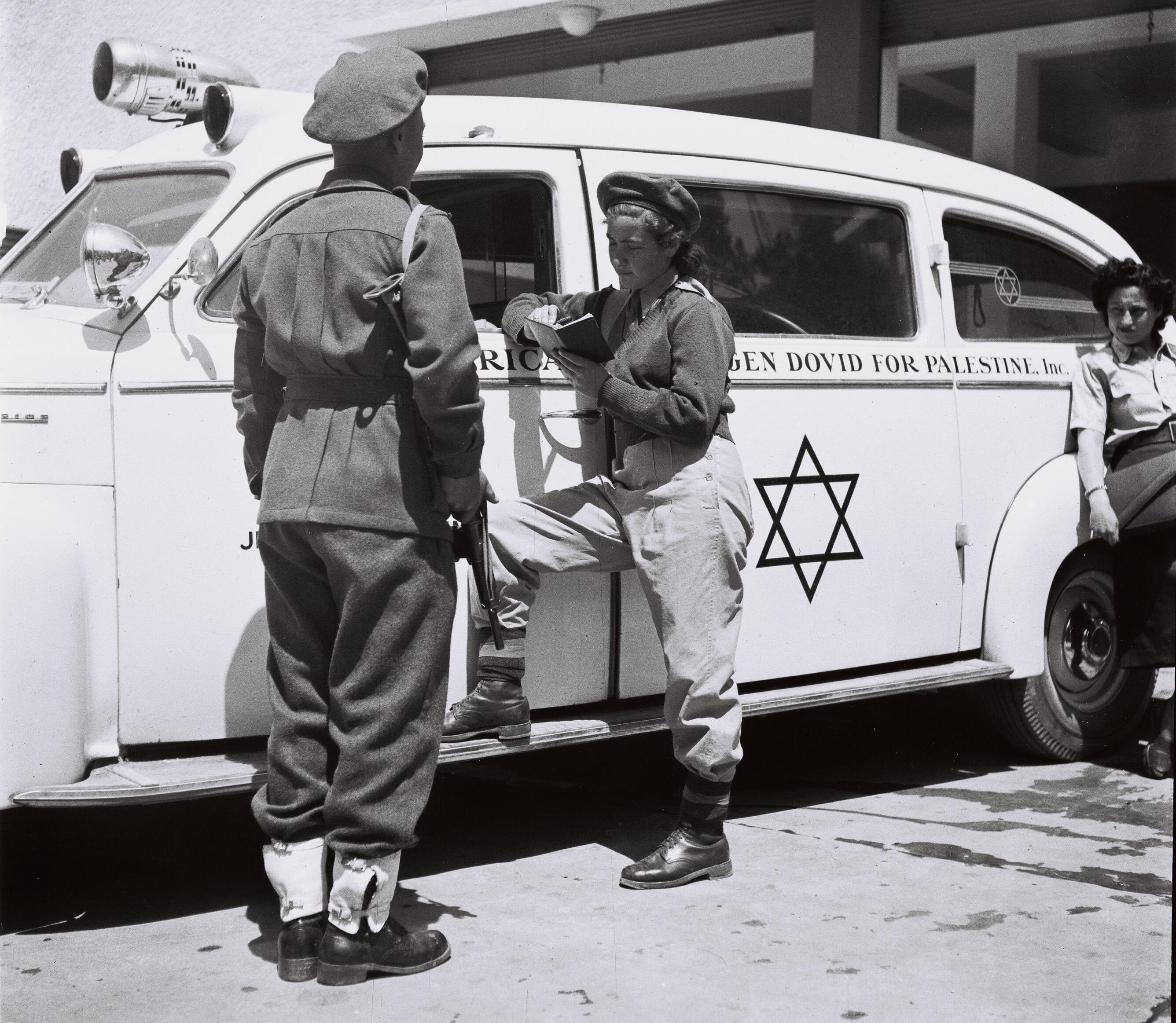
ماجن دافيد أدوم عام 1948م.

نجمة داود الحمراء (بالعبرية: מגן דוד אדום)، (جهاز الإسعاف الإسرائيلي) هي منظمة طبية إسرائيلية تقوم بعلاج عاجل لحالات الإصابات بالنسبة للإسرائيليين وعرب 48 والأجانب في دولة إسرائيل. وهي عضو كامل العضوية في الاتحاد الدولي لجمعيات الصليب الأحمر والهلال الأحمر. تعمل نجمة داوود الحمراء في أوساط الجمهور الإسرائيلي. تبادر المنظمة في إسرائيل لإقامة وإدارة مستشفيات، إرشاد ممرضات، تجهيز عيادات للتبرع بالدم، مساعدة المقعدين، المحتاجين وكبار السن، تزويد خدمات سيارات إسعاف وخدمات إنقاذ في البحر، في الجبال والطرقات.

## صور

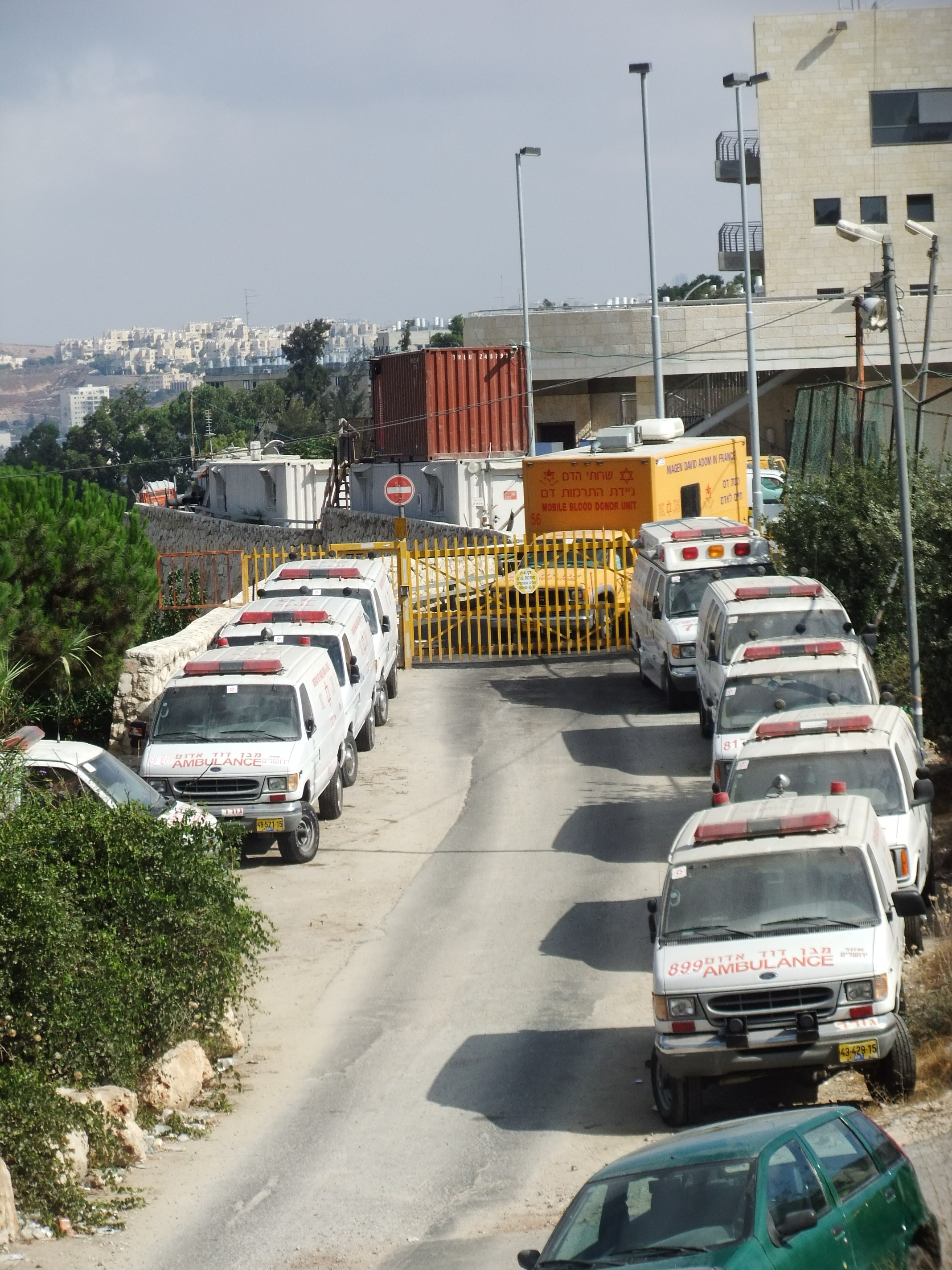
إسعافات تابعة لنجمة داوود الحمراء